# Familia Bundy
Familia Bundy (engleză Married... with Children) este un sitcom american produs pentru televiziunea FOX. S-a întins pe 11 sezoane, între anii 1987 și 1997, având 262 de episoade. Rolurile principale au fost jucate de Ed O'Neill, Katey Sagal, Christina Applegate, David Faustino, David Garrison, Amanda Bearse și Ted McGinley.
În România, serialul a fost difuzat în trecut de PRO TV și Antena 1 iar în prezent se difuzează pe PRO Arena.

## Povestea

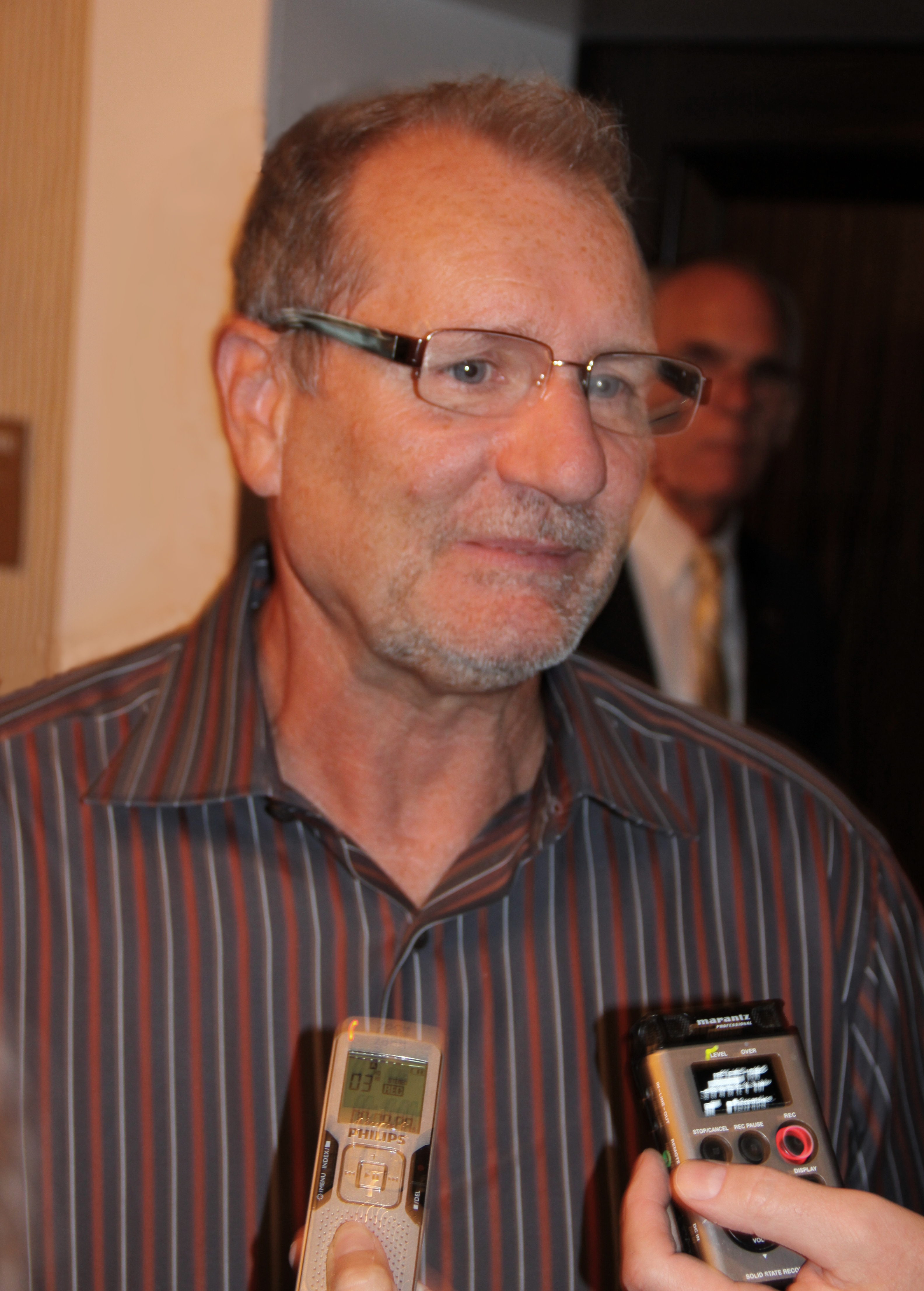
Ed O'Neill interpretând rolul lui Al Bundy

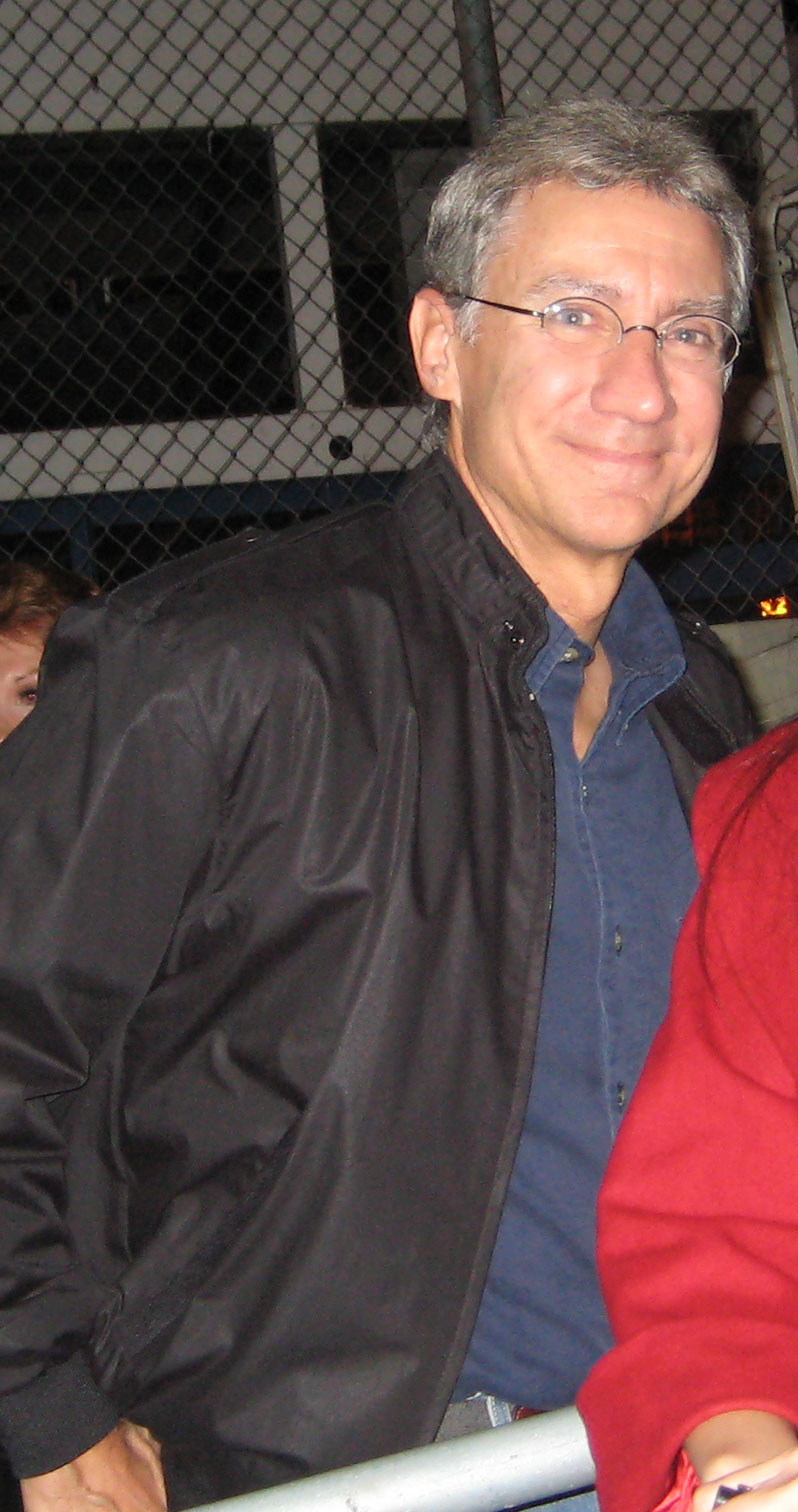
David Garrison în februarie 2008, a interpretat rolul lui "Steve" în perioada 1987–1990.

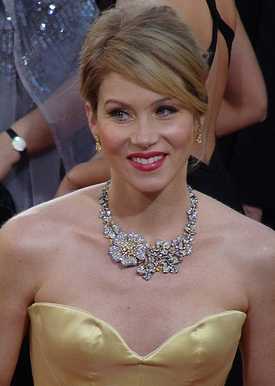
Christina Applegate în ianuarie 2009

Serialul urmărește viața lui Al Bundy, un fost jucător glorios de fotbal american (care a marcat patru eseuri într-un singur joc pentru școala din Polk High!), ajuns prin ghinion vânzator de pantofi pentru femei.
Soția sa, Margaret "Peg" Bundy, este o femeie acrită, needucată, casnică, cu o coafură roșie mare, haine retro din anii '70  și cu un mers ciudat cauzat de tocurile înalte pe care le poartă mereu.
Kelly, fiica lui Al și Peggy este o păpușica atrăgătoare, populară, dar cu rezultate slabe la învățătură. Bud, fiul mai mic, este tocmai opusul surorii sale cam nebună, este nepopular, dar singurul dintre membrii familiei care a urmat vreodată cursurile unui colegiu.
Vecinii lor sunt Steve Rhoades și soția lui Marcy, care mai târziu s-a recăsătorit cu Jefferson D'Arcy. Cele mai multe povești implică un Al intrigant fiind până peste cap covârșit de sărăcie și ghinion. Rivalitate lui și repulsia față de Marcy joacă, de asemenea, un rol semnificativ în cele mai multe episoade.
Familia Bundy locuiește la adresa 9764 Jeopardy Lane, Chicago, Illinois și numărul lor de telefon este 555-2878.

## Distribuția
- Ed O'Neill este Al Bundy
- Katey Sagal este Peggy Bundy, soția lui Al Bundy
- Christina Applegate este Kelly Bundy, primul lor copil, născută undeva între 1972 - 1973
- David Faustino este Bud Bundy, al doilea copil, născut pe 25 ianuarie 1975
- Amanda Bearse este Marcy D'Arcy, o vecină și prietena lui Peggy
- David Garrison (1987–90) este Steven "Steve" Bartholomew Rhoades, primul soț al lui Marcy D'Arcy
- Ted McGinley (1991–97) este Jefferson D'Arcy, al doilea soț al lui Marcy D'Arcy
- Michael, un câine antrenat de Steven Ritt, este Buck. Lucky este reîncarnarea acestuia după ce Buck moare.